# Sierra Gamoneda
La sierra Gamoneda es un macizo montañoso de corta longitud, situado al noroeste de la provincia de Zamora, en la comunidad autónoma de Castilla y León, España.

## Topónimo
El origen de su nombre parece remontarse a épocas de la Baja Edad Media. La teoría más extendida afirma que Gamoneda tiene su origen en la presencia de  asfódelos o gamones, un género de plantas vivaces herbáceas, bianuales o perennes, oriundas del sur y centro de Europa.

## Ubicación
Ubicada en la provincia de Zamora, se caracteriza por su corta longitud, encontrándose situado entre la margen izquierda del río Tuela y la breve altiplanicie, cerca de Pedralba de la Pradería, donde el río Calabor forma un valle que enlaza con el sistema inferior de la sierra de la Culebra. Se extiende longitudinalmente en dirección este-oeste, al sur de la sierra Segundera, uniéndose a ella por el puerto del Padornelo.
La sierra aparece descrita en el octavo volumen del Diccionario geográfico-estadístico-histórico de España y sus posesiones de Ultramar de Pascual Madoz de la siguiente manera:

GAMONEDA: sierra en la prov. de Zamora, part. jud. de Puebla de Sanabria. sit. en los confines de Galicia al E. de la sierra de Marabon , de la cual le separa el r. Tuela. Es una continuacion de cerros que se estienden hacia el E. por espacio de 3 leg. paralelos á la sierra Segundera: su elevacion es casi asombrosa; toda su masa se compone de piedras sólidas y sueltas, de bancos de pizarra, tierras gredusas, areniscas, compactas y trias como la principal sierra Segundera, con quien debió estar unida en lo antiguo, atendida su sit. y las demas circunstancias del terreno; en el dia solo se halla unida por el collado que llaman Portilla de Padornelo; por los demas puntos las separan las aguas del Tuela por una parte, y las del Requejo por la otra. Desde la cima de esta sierra se descubre hacia el S. una grande estension de terreno; las montañas secundarias que se derraman por esta parte, parece que estén sembradas, segun las ondulaciones que forman; pero en realidad es un país sumamente áspero. Los mas conocidos ramales de esta sierra, con degradacion de sus alturas, son el monte llamado Lombarda, el de Lamba y otros menores por donde pasa la frontera.
(Madoz, 1847, p. 288)

## Cumbres
Sus picos más elevados son el Gamoneda (1732 m), Inseiro (1601 m), Coco (1531 m), Estante (1518 m), Plaza de Lobos (1501 m), Olmos (1398 m) y Allariz (1300 m).

## Vegetación
Su serranía se caracteriza por su deforestación y escasa vegetación, con bellas vertientes como la del Tuela, el pequeño valle del Gamoneda y el de Requejo.